# Huw Menai
Huw Menai, vlastním jménem Huw Owen Williams (13. července 1886 – 28. června 1961), byl velšský básník. Přestože mluvil velšsky, psal výhradně anglicky. Narodil se v severovelšském městě Caernarfon. Zde také docházel do školy, avšak studií zanechal již ve věku dvanácti let. Brzy začal pracovat v dole v Gilfach Goch. Psaní poezie se začal věnovat během první světové války.

## Dílo
- Through the Upcast Shaft (1920)
- The Passing of Guto (1927)
- Back in Return (1933)
- The Simple Vision (1945)